# Glypta haesitator
Glypta haesitator là một loài tò vò trong họ Ichneumonidae.